# Bürgli

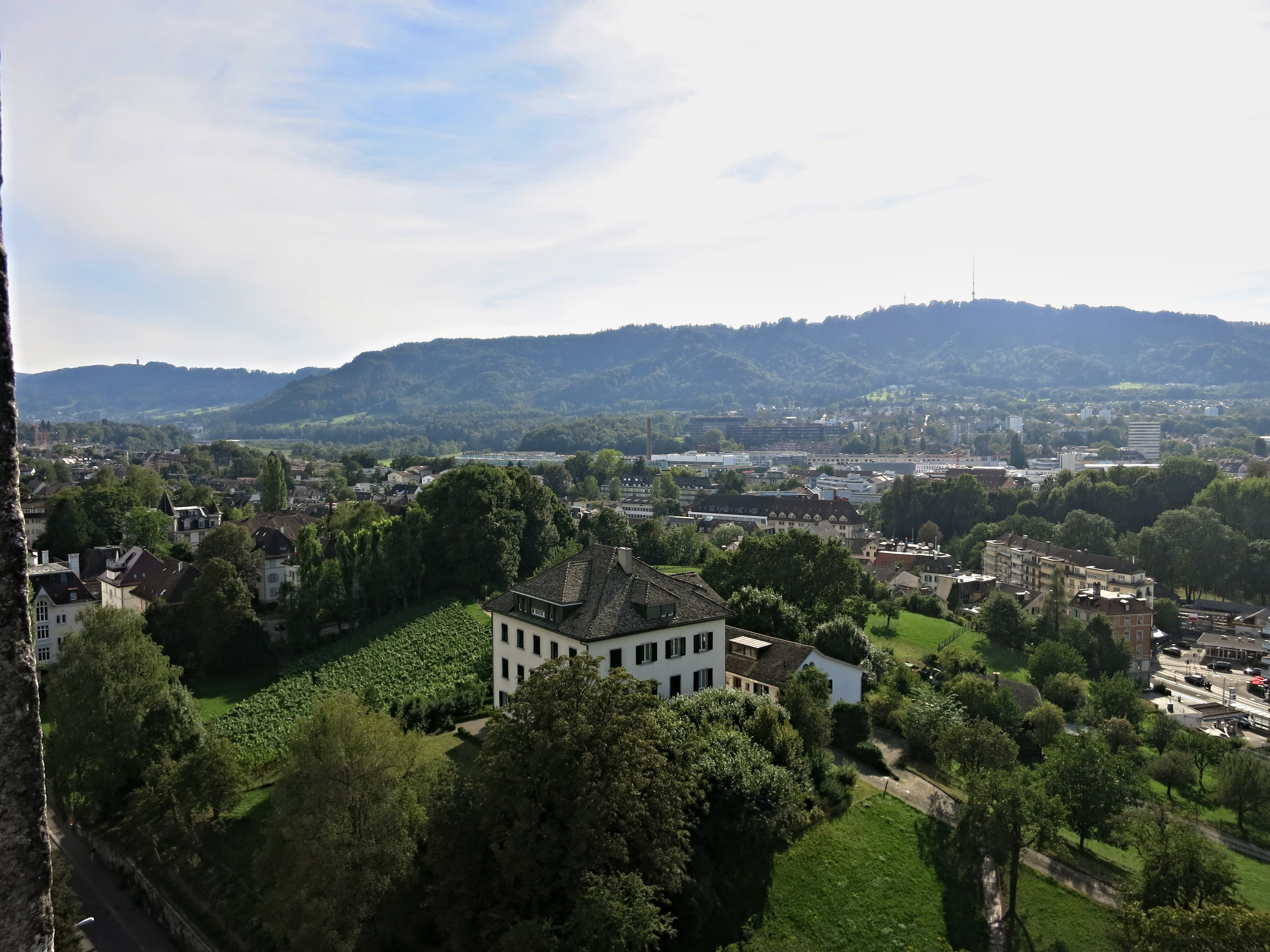
Vistas desde la torre de la Iglesia de Enge. El Bürgli con la montaña de Üetliberg en el fondo.

El Bürgli, también llamado Castillo de Bürgli, es una finca con viñedos en el barrio de Enge, Zúrich[1]
El edificio se encuentra en una colina en medio de la ciudad de Zúrich, detrás de la iglesia de Enge, y cuenta con 3000 metros cuadrados de viñedos. Estos viñedos están al cuidado de la bodega Weingut Landolt que elabora un vino blanco de las uvas Riesling y Silvaner llamado Bürgli-Enge AOC. 
Gracias a su ubicación, se puede ver desde lejos, y su viñedo es uno de los pocos que se han conservado en la ciudad.

## Historia
El nombre proviene del edificio anterior que tenía un aspecto de torre. Mencionado ya en 1525, fue sustituido en 1834 por la casona actual de estilo neoclásico

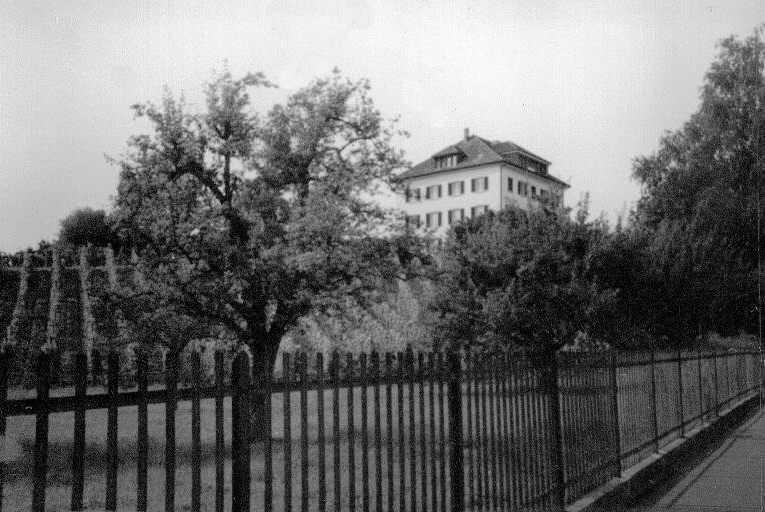
El Bürgli

Está desde 1643 en posesión de la familia Landolt, y era la residencia del poeta, escritor y político Gottfried Keller entre 1876 y 1882. La mencionaba en una carta a Theodor Storm: "Si no tendría que salir para moverme de vez en cuando, preferería estar encerrado en esta casa durante semanas." Allí escribió Keller la segunda versión de su novela Enrique el verde (1879-1880). El paisajista Gustav Ammann, el pintor Daniel Garbade y el músico Daniel Schnyder se criaron en esta finca.